# جون فاريل (متزلج سريع)
جون فاريل (بالإنجليزية: John Farrell)‏ هو متزلج سريع أمريكي، ولد في 28 أغسطس 1906 في هاموند في الولايات المتحدة، وتوفي في 20 يونيو 1994 في إفرغرين بارك في الولايات المتحدة.

## وصلات خارجية
- جون فاريل على موقع SpeedSkatingBase.eu (الإنجليزية)
- جون فاريل على موقع SpeedSkatingNews.info (الإنجليزية)
- جون فاريل على موقع SpeedSkatingStats.com (الإنجليزية)
- جون فاريل على موقع اللجنة الأولمبية الدولية (الإنجليزية)
- جون فاريل على موقع أوليمبيديا (الإنجليزية)